# City of Newport
Die City of Newport (walisisch: Casnewydd) ist eine Principal Area mit dem Status einer City in Südwales, die hauptsächlich aus der Großstadt Newport besteht, die auch Verwaltungssitz ist. Des Weiteren umfasst die am Bristolkanal und am River Usk liegende Principal Area mehrere weitere Dörfer und Siedlungen. Beim Zensus 2011 hatte sie etwas mehr 145.000 Einwohner.

## Geographie
Die Principal Area City of Newport umfasst die Stadt Newport am Bristolkanal und am River Usk, sowie Gebiete westlich und östlich der Stadt, die sich bis zum Stadtrand von Cardiff im Westen und bis einige Kilometer vor Caldicot im Osten erstrecken. Neben Newport existieren in ihrem Gebiet mehrere weitere Dörfer und Kleinstädte, darunter Marshfield, Castleton, Caerleon und Underwood. Im Westen grenzt die Principal Area an die City and County of Cardiff, Im Nordwesten an Caerphilly County Borough, im Norden an Torfaen und im Norden bis Osten an Monmouthshire.

## Geschichte
Bis 1974 gehörte die heutige Principal Area als County Borough zu Monmouthshire. Nach der Verwaltungsreform wurde das Gebiet als District Mid Glamorgan zugeschlagen, bevor es 1996 nach einer weiteren Verwaltungsreform als Principal Area mit dem Status einer City eigenständig wurde.
 Einwohnerzahlen
| 1801  | 1811  | 1821   | 1831   | 1841   | 1851   | 1861   | 1871 | 1881   | 1891   | 1901 | 1911   | 1921    | 1931    | 1941 | 1951    | 1961    | 1971    | 1981    | 1991    | 2001    | 2011    |
| ----- | ----- | ------ | ------ | ------ | ------ | ------ | ---- | ------ | ------ | ---- | ------ | ------- | ------- | ---- | ------- | ------- | ------- | ------- | ------- | ------- | ------- |
| 5.831 | 8.649 | 10.155 | 12.943 | 17.663 | 23.223 | 26.635 | ?    | 48.339 | 65.495 | ?    | 96.974 | 108.146 | 111.279 | ?    | 123.052 | 128.243 | 138.282 | 130.308 | 133.319 | 137.041 | 145.736 |